# Sistema de conocimiento
Los sistemas de conocimiento son sistemas expertos ideados para crear nuevo conocimiento a partir del conocimiento explícito presente en los documentos de las bases de datos. Siguen el proceso KDD en sus diferentes fases. Tienen su origen en los softwares cienciométricos desarrollados para facilitar el análisis de grandes conjuntos documentales científicos o tecnológicos (artículos científicos, patentes, tesis doctorales, etc.).
Los sistemas de conocimiento son de gran utilidad para los equipos de inteligencia competitiva y de vigilancia tecnológica de las
organizaciones ya que proporcionan informes, diagramas, gráficos y mapas muy apreciados en la toma de decisiones estratégicas. La evaluación de redes de conocimiento se beneficia de la existencia de sistemas de conocimiento desarrollados para transformar la información en conocimiento, procesando de una manera rápida y controlada ingentes conjuntos documentales y creando nuevo conocimiento a partir de ellos.
La ingeniería del conocimiento es la rama de la inteligencia artificial que tiene por objetivo la creación de indicadores, métodos e instrumentos de naturaleza matemática, informática y lingüística, para el análisis y la representación cartográfica de la información científica y técnica.